# Scioscioni
Gli Scioscioni (in inglese Shoshone o Shoshoni, pronuncia /ʃoʊˈʃoʊniː/ o /ʃəˈʃoʊniː/), conosciuti come il popolo del serpente, sono Nativi Americani appartenenti all'area delle Grandi Pianure e di ceppo linguistico affine a quello dei Comanche. Gli Scioscioni, come gli altri nativi americani, vivevano in quella che viene definita banda in senso antropologico (formazioni sociali di non più di 100 individui che vivono di caccia e pesca). 

## Storia
Originariamente la popolazione sciosciona era suddivisa in tre grandi gruppi. Gli scioscioni del nord erano concentrati nell'Idaho orientale, nel Wyoming occidentale e nello Utah nord-orientale. Il gruppo orientale viveva nel Wyoming, nel Colorado settentrionale e nel Montana. Vari conflitti con i Piedi Neri, i Crow, i Lakota e i Cheyenne li spinsero verso sud poco dopo il 1750. Gli scioscioni occidentali erano stanziati nell'Idaho, nello Utah nord-occidentale, nel Nevada, e in California tra la Valle della Morte e la Valle di Panamint.
L'aumento sempre più massiccio di coloni europei che migravano verso ovest portò ad un aumento delle tensioni, poiché i coloni rivendicavano sempre più terra come di loro proprietà sottraendola ai nativi. Durante gli anni '60 dell'Ottocento gli Scioscioni settentrionali, guidati dal capo Pocatello, combatterono contro i coloni in Idaho (la città Pocatello prese il nome da lui) che invadevano il territorio di caccia, razziando fattorie e ranch per procurarsi cibo e cacciare gli invasori.
Questi scontri culminarono nel massacro di Bear River (1863), quando le forze statunitensi attaccarono e uccisero circa 250 Scioscioni del nord-ovest, che si trovavano nel loro accampamento invernale nell'attuale contea di Franklin, Idaho. Un gran numero di morti erano non combattenti, compresi bambini, deliberatamente uccisi dai soldati. Questo fu il numero più alto di morti che gli Scioscioni subirono per mano delle forze degli Stati Uniti. Furono uccisi anche 21 soldati statunitensi.
Durante la Grande guerra Sioux del 1876 gli Scioscioni insieme ai Crow si allearono con il governo degli Stati Uniti fornendo guerrieri per combattere contro gli antichi nemici Sioux.